# コンスタンティン3世
コンスタンティン（英語: Constantine、6世紀）は、イングランド西南部・ドゥムノニアの王。ラテン語ではコンスタンティヌス（ラテン語: Constantinus）。ウェールズ語ではキステニン・コルネイ（ウェールズ語: Custennin Corneu、「コーンウォールのコンスタンティン」の意）。実在のコンスタンティンは一地方の王に過ぎず暴君であったが、後に聖人伝説が作られ、さらにアーサー王伝説に組み込まれて聖王アーサーの後継者、全ブリテンを統べる王コンスタンティン3世（英語: Constantine III）として伝えられるようになった。

## 暴君コンスタンティン
コンスタンティンの行状は、同時代人のギルダスが著した『ブリトン人の没落』によって報告されており、アーサー王伝説の登場人物としては数少ない、一次史料が現存して実在が確実な人物である。
ギルダスは『ブリトン人の没落』の中で五人のブリテンの暴君を糾弾しているが、ドゥムノニア王コンスタンティンについては「ダムノニア（ドゥムノニア）の不浄な雌獅子から産まれた暴虐な仔獅子」と仇名している。ギルダスが同書を著述中のまさにその年、コンスタンティンは、直前に住民に対して何らの不正行為もしないと神前に誓いをしていたにもかかわらず、大修道院長の僧服を着て僧侶に扮し、剣とジャベリンを使って教会の祭壇の前で二人の若い王族を殺害したという。また、さらにその何年も前から、既婚者であるのに、コンスタンティンは複数の女性と姦通をしていた。
ギルダスはコンスタンティンを「なぜ自分から地獄の業火に焚べられに行かないのか？」等、激しく非難しつつも、神は咎人が死ぬことよりも生きて回心することを望んでいるとし、悔い改めることを勧めている。
トーマス・オサリヴァンは、コンスタンティンをウェールズ語文献のキステニン・コルネイという人物に比定し、活躍期は西暦520年から523年と推定している。キステニンは、テオドシウス1世の時代のブリタンニア司令官・僭称ローマ皇帝マグヌス・マクシムス（在位383年-388年）に仕え、土地を与えられたカナン・マプ・エイダフ・ヘン（ウェールズ語: Cynan map Eudaf Hen）（ブルターニュの伝説的建国者コナン・メリアドクのウェールズ語名）の来孫（孫の曾孫）であるという。
『聖人の系図』の幾つかの写本によれば、キステニンの父はカンヴァウア、子はエルビンで、エルビンの子はゲライントである。このゲライントは初期のアーサー王伝説の登場人物で、『エルビンの息子ゲライントの物語』や『ゲライントとエニッド』など数篇のマビノギオンの主人公である。

## 聖コンスタンティン

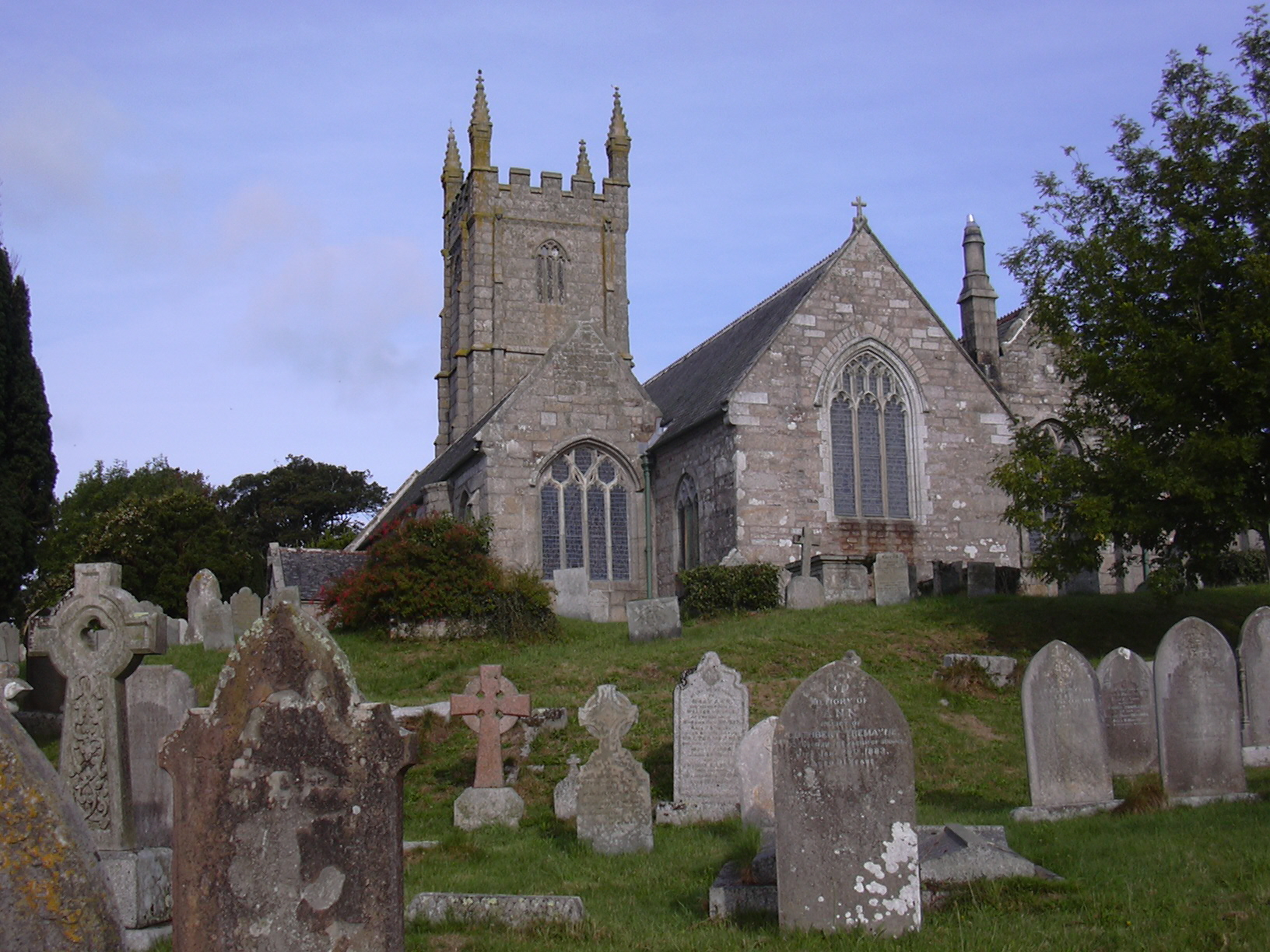
コーンウォール州コンスタンティン教区の聖コンスタンティン教会（15世紀）

その後、伝説では、コンスタンティンは罪を悔い改めて修道士になり、聖コンスタンティンと讃えられるようになった。しかし、これには幾つかの人物との混同があるという説がある。
10世紀に書かれた『カンブリア年代記』によれば、西暦589年に、コンスタンティヌスなる人物が神に悔い改めたという（ちなみに、『カンブリア年代記』ではアルトゥル（＝アーサー王）の没年は西暦537年である）。また、デヴォン州やコーンウォール州には聖コンスタンティン由来の少なくとも五つの教区が現存する。多くの人はこれをギルダスがコンスタンティンを叱責した成果だと考えている。また、11世紀の僧侶リケマルクスは、『聖デイヴィッドの生涯』で、コーンウォール人の王コンスタンティヌスが、聖デイヴィッドに帰依して王位を捨て、僧籍に入ったと伝えている。
トーマス・オサリヴァンによれば、コンスタンティンは当時よくある名前で、聖コンスタンティンは少なくとも二人のコンスタンティン、北のコンスタンティンと南のコンスタンティンが混同された結果であるという。「北のコンスタンティン」は6世紀末のストラトクライドの王子コンスタンティンで、『カンブリア年代記』に記載されているのはこちら。「南のコンスタンティン」は『聖デイヴィッドの生涯』に登場するコンスタンティンで、おそらくは6世紀初頭の本項目のコンスタンティンと同一人物であるが、あるいはこれもまた別の人物と混同された可能性もあるとしている。

## ブリテン王コンスタンティン3世

### 『ブリタニア列王史』
ジェフリー・オブ・モンマスは、1136年ごろに著した偽史『ブリタニア列王史』で、コンスタンティンをアーサー王の後継者に位置付け、以降この創作が史実として誤伝されるようになった。一方で、ジェフリーのコンスタンティンには、ギルダスの報告する歴史的暴君としての側面も残っている。同書では、コンスタンティンはコーンウォール公カドーの息子とされている。カドーはまたアーサーの王妃グィネヴィアの養父であったとあるから、コンスタンティンはいわばアーサーの義理の兄弟のような立場にある。
西暦542年、アーサー王はカムランの戦いでカドーを含む大量の側近を失い、さらに裏切り者の甥モードレッドと相討ちになる。王は致命傷を癒やすためにアヴァロンへ護送される途中、カドーの息子コンスタンティンに王冠を譲り渡す。新たなブリテン王として即位したコンスタンティンは、モードレッドの残存勢力であるサクソン人を駆逐、次いでモードレッドの二人の息子がそれぞれウィンチェスターとロンドンの教会に逃げ込んだため、彼ら二人を教会の祭壇の前で殺す。しかし、これが神の怒りに触れて、コンスタンティンはそのわずか三年後に甥のコナン（アウレリウス・コナヌス）によって殺害され、王座を簒奪される。遺骸はとある巨石建造物に先々代の王ユーサー・ペンドラゴンの側に葬られ、現在（ジェフリーが著述した時点で）その遺跡はイングランドでストーンヘンジとして知られている。
なお、『ブリタニア列王史』では、彼は同名のブリテン王の三人目であるため、コンスタンティン3世ということになる。コンスタンティン1世は、ローマの元老院議員コンスタンティウスとヘレナの息子すなわちローマのコンスタンティヌス大帝である。コンスタンティン2世は、ローマの将軍でブリタンニア駐在中にローマ皇帝コンスタンティヌス3世を僭称した人物に比定されている。

### 『アーサー王の死』
トマス・マロリーの『アーサー王の死』では、コンスタンティンの暴君としての要素は完全に消去され、模範的な円卓の騎士の一人になっている。彼はコーンウォールのカドー卿の息子で、カドーに次いでアーサーと最も血が近いが、具体的な血縁関係は不明である。アーサーは実子モードレッドを認知していないため、姉の息子ガウェインが比較的血縁上では近いが、ガウェインよりもカドーとコンスタンティンの方が近いという。
アーサー王はローマ皇帝ルキウス・ティベリウスとの戦いに出征する際、年老いた高潔な騎士ボードウィン、カドーの息子コンスタンティン、および王妃グィネヴィアの三人を留守を預かる統治者に任命した。アーサーはさらに、カドーを除けばコンスタンティンが最も近い血縁者であることを理由に、自分が仮に遠征中に戦死した場合の正式な後継者はコンスタンティンとする、と言った。
コンスタンティンは円卓の騎士としての出番はほぼ無いが、ハンガリーの騎士アリーが「最も優れた騎士が傷口を調べてくれるまで」決して治らないという傷の呪いを受けた際に、アリーの傷を治そうとした円卓の騎士110人のリストには含まれている。
アーサー王がカムランの戦いで致命傷を負ってアヴァロンに去り、出家したランスロットが衰弱死した頃、コンスタンティンがイングランドの王に選出された。彼は気高い騎士であり、王国を立派に統治した。コンスタンティンは、元カンタベリー司教が隠者として暮らす庵を探し当て、再び司教として迎えた。しかし、司教と共に隠者として暮らしていたベディヴィアら十人の残存の円卓の騎士の勧誘には失敗し、彼らは隠者または聖職者として過ごすか、あるいは異教徒と戦うかして生涯を終えた。